# Newbern (Tennessee)
Newbern – miasto w Stanach Zjednoczonych, w stanie Tennessee, w hrabstwie Dyer.